# جسیکا موریسون
جسیکا موریسون (انگلیسی: Jessica Morrison؛ زادهٔ ۱۸ مهٔ ۱۹۹۲) قایقران روئینگ اهل استرالیا است.
وی در مسابقات کشوری و بین‌المللی در مجموع برندهٔ ۱ مدال طلا، ۲ مدال نقره شده‌است.